# Bois massif abouté

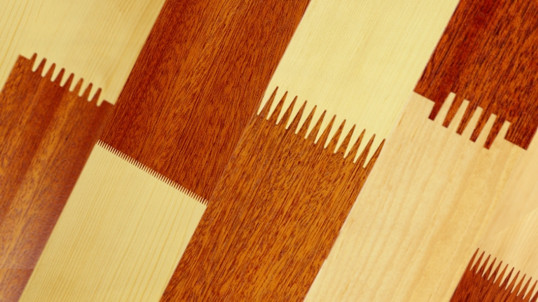
Un certain nombre de bois assemblés à enture digiforme employés de manière décorative

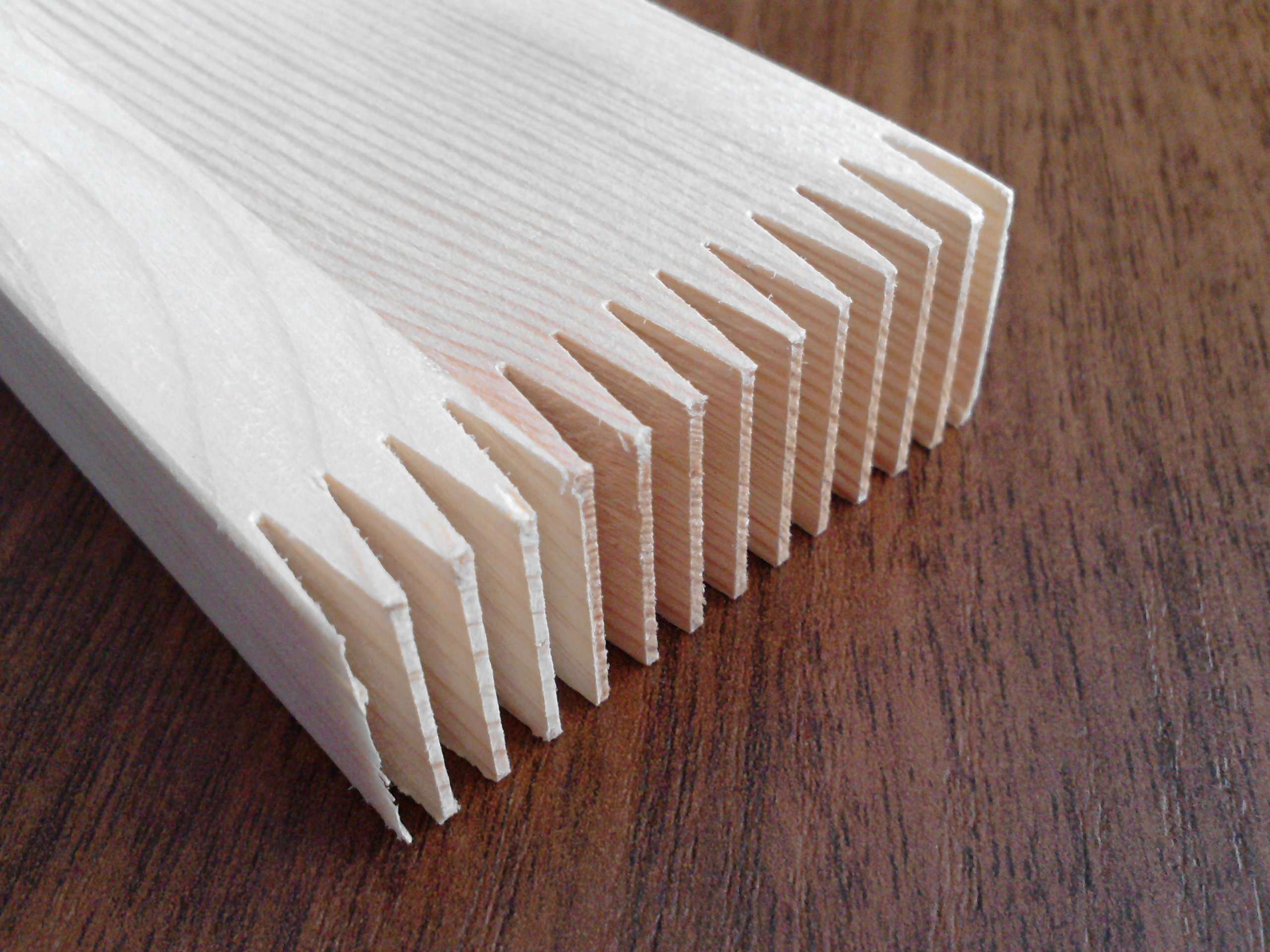
Enture digiforme

Le bois abouté, bois massif abouté (BMA) ou bois à entures multiples (appelé aussi bois jointé, en anglais finger jointed lumber, end jointed lumber) est un bois d'ingénierie fabriqué à partir de courtes pièces de bois sec dont les extrémités sont aboutées et collées les unes aux autres à l'aide d'un adhésif hydrofuge, afin de former une pièce de bois unique et plus longue. Le bois à entures multiples revalorise de courtes pièces de bois dont les défauts majeurs ont été retirés, afin de constituer une longue pièce de bois, qui se caractérise notamment par sa stabilité dimensionnelle et sa résistance mécanique. Il ne faut pas confondre les concepts de « bois d'ingénierie » et de « bois composite », ce dernier étant composé d'un mélange de particules de bois et de matière plastique.

## Enture digiforme
Une enture digiforme ou enture dentelée droite (en anglais finger joint ou comb joint), est l'assemblage en bois (assemblage en bout) habituellement utilisé pour obtenir un bois abouté. Les profils complémentaires s'emboîtent et sont ensuite collés. La section transversale de l'articulation ressemble à l'enchevêtrement des doigts entre deux mains, d'où le nom « digiforme ». Les côtés de chaque profilé augmentent la surface de collage, ce qui crée un lien fort, plus fort que tout autre assemblage en bout, mais peu attrayant visuellement. L'enture digiforme est régulièrement confondue avec la « coupe tenon ».

## Mise en œuvre
Les entures digiformes sont généralement créées en utilisant des profils identiques pour les deux pièces. Ils sont rendus complémentaires par rotation ou translation de l'outil par rapport à la pièce. On utilise généralement une fraise digiforme (finger router bit), mais on peut aussi utiliser une moulurière. La coupe manuelle des entures digiformes prend du temps et est source d'erreurs, elle est donc rarement effectuée, sauf dans les pièces artisanales. 

## Applications
L'enture digiforme est le joint le plus couramment utilisé pour former de longs morceaux de bois à partir de planches solides. 
L'enture digiforme peut aussi être utile lors de la création de plinthes, de moulures et peut être utilisé dans des éléments tels que les planchers et la construction de portes.